# Lance Pendleton
Lance Michael Pendleton (né le 10 septembre 1983 à Houston, Texas, États-Unis) est un lanceur droitier des Ligues majeures de baseball avec les Rays de Tampa Bay.

## Carrière
Étudiant de l'Université Rice à Houston au Texas, Lance Pendleton est drafté par les Yankees de New York au quatrième tour de sélection en 2005. Affligé par une blessure au coude droit, il subit peu de temps après une opération de type Tommy John qui le tient à l'écart du jeu toute l'année 2006 et ralentit sa progression vers les majeures.
En décembre 2010, après cinq saisons jouées en ligues mineures dans l'organisation des Yankees, Pendleton est réclamé via la procédure de repêchage de règle 5 par l'équipe de sa ville natale, les Astros de Houston. Il est toutefois renvoyé aux Yankees en mars 2011 et assigné au club-école de Scranton/Wilkes-Barre dans la Ligue internationale.
À la mi-avril, les Yankees sont privés de leur lanceur Phil Hughes pour cause de blessure, et ils rappellent Lance Pendleton des mineures. Le droitier Pendleton fait ses débuts dans les majeures le 15 avril 2011 à l'âge de 27 ans. Appelé en relève pour trois manches, il n'accorde aucun point aux Rangers du Texas. Il effectue 11 sorties en relève pour les Yankees, conservant une moyenne de points mérités de 3,21 en 14 manches lancées.
Il est soumis au ballottage et rapatrié le 9 septembre 2011 par les Astros de Houston. Il effectue pour Houston quatre sorties au cours desquelles il accorde neuf points mérités et termine la saison 2011 avec une moyenne de points mérités de 6,75 en 18 manches et deux tiers lancées pour les Yankees et les Astros. Il est libéré par Houston le 30 mars 2012 vers la fin du camp d'entraînement.
Après avoir amorcé la saison de baseball 2012 dans une ligue indépendante, la Atlantic League, il signe fin avril avec les Rays de Tampa Bay et est assigné au club-école de Durham.